# Anglia címere

Anglia címere (1198 - 1340)

Anglia címerének háttere egy piros alapszínű pajzs, amelyet három oroszlán díszít. Bár már a normann dinasztiák is használtak oroszlánt ábrázolásaikban, az angol címertanban a 12. századig nem fejlődött ki. A három oroszlánt I. Richárd királynak tulajdonítják, aki először csak egy, majd két oroszlánt használt ábrázolásra. Ez nem kapcsolódik Anglia zászlajához, nem kötődik semmilyen területhez vagy érához, hanem a mindenkori uralkodó szuverenitását szimbolizálja és része az Egyesült Királyság jelenlegi címerének.